# Alex Wann
Alexandre Un, bekend als Alex Wann, is een Parijse dj en muziekproducent actief in de afro house-scene.

## Carrière
Alex Wann ontwikkelde al op jonge leeftijd een passie voor muziek. Hij begon als hiphop dj in het nachtleven van Parijs, maar ontwikkelde zich al snel verder in de elektronische muziek. Zijn stijl kenmerkt zich door een combinatie van klassieke deephouse-elementen en moderne afro house productietechnieken.
In 2023 kreeg hij internationale erkenning met zijn track "Milkshake", gebaseerd op de klassieke hit van Kelis. De track werd populair nadat deze werd gedraaid door de Keinemusik-crew in Brooklyn Mirage (New York) en werd later officieel uitgebracht als remix ter gelegenheid van het 20-jarig jubileum van het origineel. "Milkshake" kreeg ondersteuning van artiesten als Keinemusik, Diplo, Pete Tong, John Summit, Hugel en Blond:ish. Daarnaast bracht Wann samen met Sasson een remix uit van Swedish House Mafia’s "Ray of Solar".
In 2024 verscheen hij met een nieuwe single, "My Love", een afrohouse-herwerking van de hit van Route 94 en Jess Glynne uit 2014. Hij werkte ook samen met internationale artiesten zoals Aaron Hibell, Shimza, Camelphat en Arodes, waarmee hij zijn positie in zowel de deephouse- als afrohouse-scene verder versterkte. Daarnaast stond hij op podia in Europa en Afrika, waaronder optredens in Ibiza, Parijs en Johannesburg. 

## Erkenning
Alex Wann werd tweemaal onderscheiden met de 1001Tracklists Future of Dance Award, een prijs die wordt toegekend aan artiesten die worden gezien als toekomstige sleutelfiguren binnen de elektronische muziekscene.